# Sistema de electrificación ferroviaria

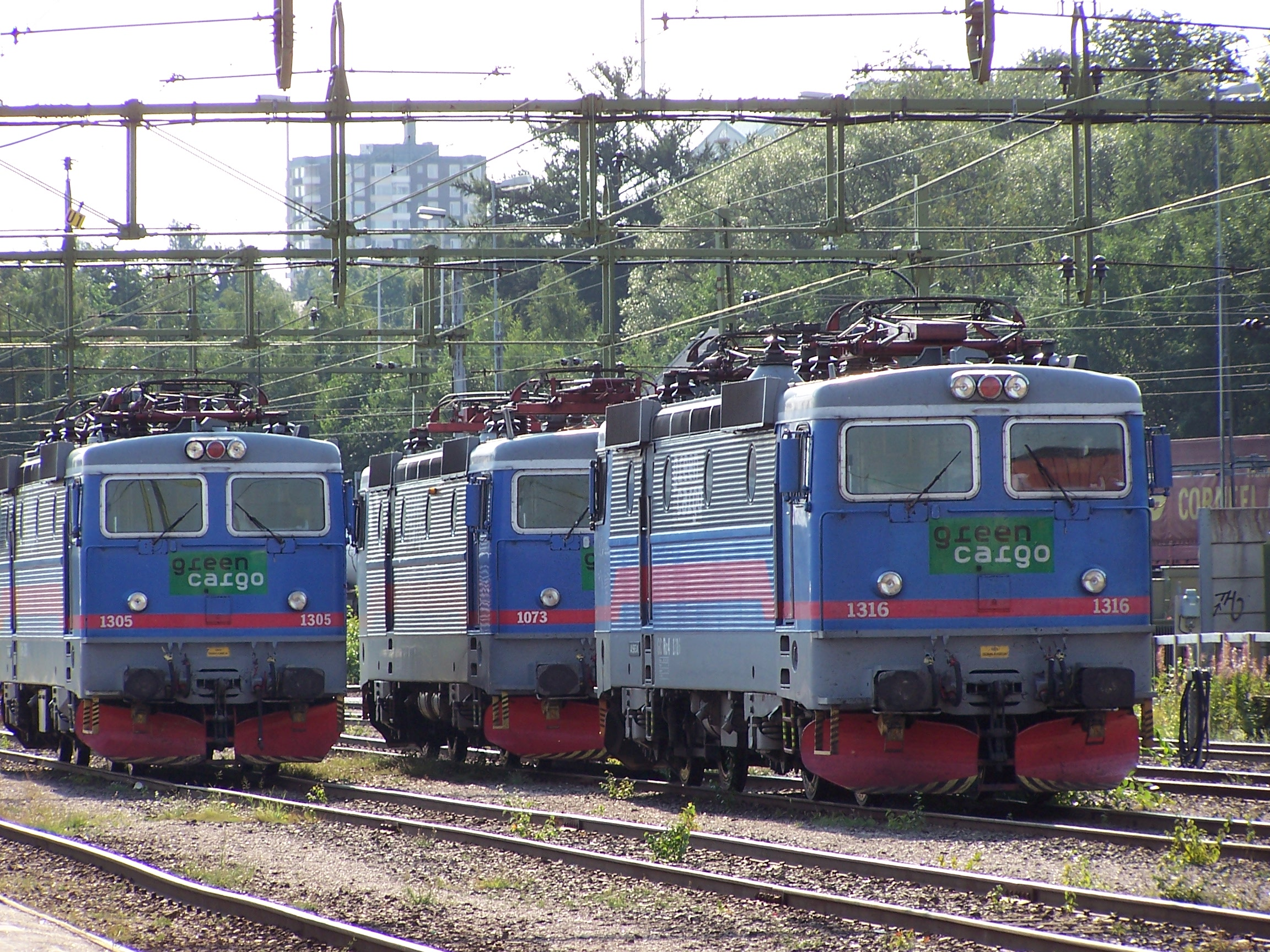
Locomotoras eléctricas en Suecia.

Un sistema de electrificación ferroviaria es aquel que provee energía a las unidades de tracción eléctrica de un ferrocarril, sean éstas locomotoras o formaciones autopropulsadas, para que puedan desplazarse sin utilizar motores de combustión. La principal ventaja de los locomotoras eléctricas es la alta relación potencia-peso, en comparación con otros tipos de locomotoras como las diésel o a vapor, que tienen acoplados los generadores a bordo.

Sistemas de electrificación ferroviaria en Europa:
750 V CC
1,5 kV CC
3 kV CC
15 kV CA
25 kV CA
no electrificado
Las líneas de alta velocidad en Bélgica, España, Francia, Italia, Países Bajos, Reino Unido y Turquía operan a 25 kV CA.

Los sistemas de electrificación están clasificados de acuerdo a tres parámetros básicos:
- Tensión eléctrica
- Tipo de corriente: Corriente continua (CC) o Corriente alterna (CA) con frecuencia monofásica (por defecto) o multi-fásica.
- Sistema de alimentación: Que determina como se alimentan eléctricamente las unidades de tracción. Existen dos tipos fundamentales: (riel conductor y línea aérea de contacto, denominada catenaria).

Por otro lado, los principales elementos de un sistema de electrificación ferroviaria son:
- Generadores y líneas de transporte
- Subestación de tracción
- Circuito ferroviario

## Configuraciones
En el sistema de electrificación 1 x 25 kV en corriente alterna, adicionalmente, también se pueden añadir transformadores de succión (Booster). Este tipo de transformadores se caracterizan por tener una relación de transformación 1:1, y permiten tener un mejor retorno de la corriente. Este caso presenta el inconveniente de que encarece la instalación, al tener que situarlos cada 3-8 km, y aumenta la impedancia de la línea.
En el sistema de electrificación 2 x 25 kV en corriente alterna, también denominado sistema bifásico en corriente alterna, que se caracteriza porque el retorno se produce por feeder negativo, en lugar del carril. Para que este sistema pueda funcionar correctamente, es necesario situar una serie de centros de autotransformación distribuidos a lo largo de la línea, habitualmente cada 10 o 15 km. La función de estos centros es evitar el retorno de corriente por la vía en los tramos donde no circula el tren. Existen dos tipo de centros de autotransformación, final e intermedio, en función de la ubicación de los mismos.

## Generadores y líneas de transporte

### Generación
El sistema eléctrico ferroviario consume o genera energía para suministrar electricidad a los trenes. Para ello se define un Sistema Eléctrico de Potencia (SEP) para adecuar la energía eléctrica, adquiriendo unas características específicas para el sistema ferroviario.
El SEP ferroviario puede estar definido de dos maneras:

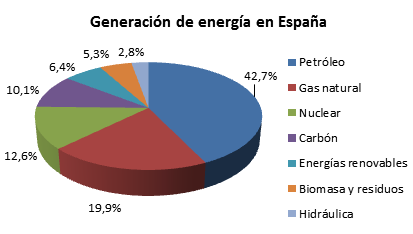
Generación de energía eléctrica en España (2014)

- Interconectado al SEP general del país. Generación de energía eléctrica en España (2014) Siendo la más común, es un sistema que consume energía proveniente de la red eléctrica del país, compartiendo líneas de transporte e instalaciones de generación.

La energía que alimenta todo el SEP se produce en centrales eléctricas, instalaciones provistas de un alternador o generador de corriente alterna, el cual transforma la energía mecánica en energía eléctrica. Esta generación de energía se produce a una frecuencia específica, siendo en España de 50 Hz, y las tensiones varían entre 3.000 y 11.000 V.
En España la red ferroviaria absorbe un 1,4% (dato del año 2005) de la generación nacional de electricidad. Debido a las grandes demandas de potencia de esta red por las líneas de alta velocidad, son centrales térmicas y nucleares las principales fuentes suministradoras. Las centrales hidráulicas satisfacen las redes convencionales de RENFE, en corriente continua, las cuales demandan menor potencia.

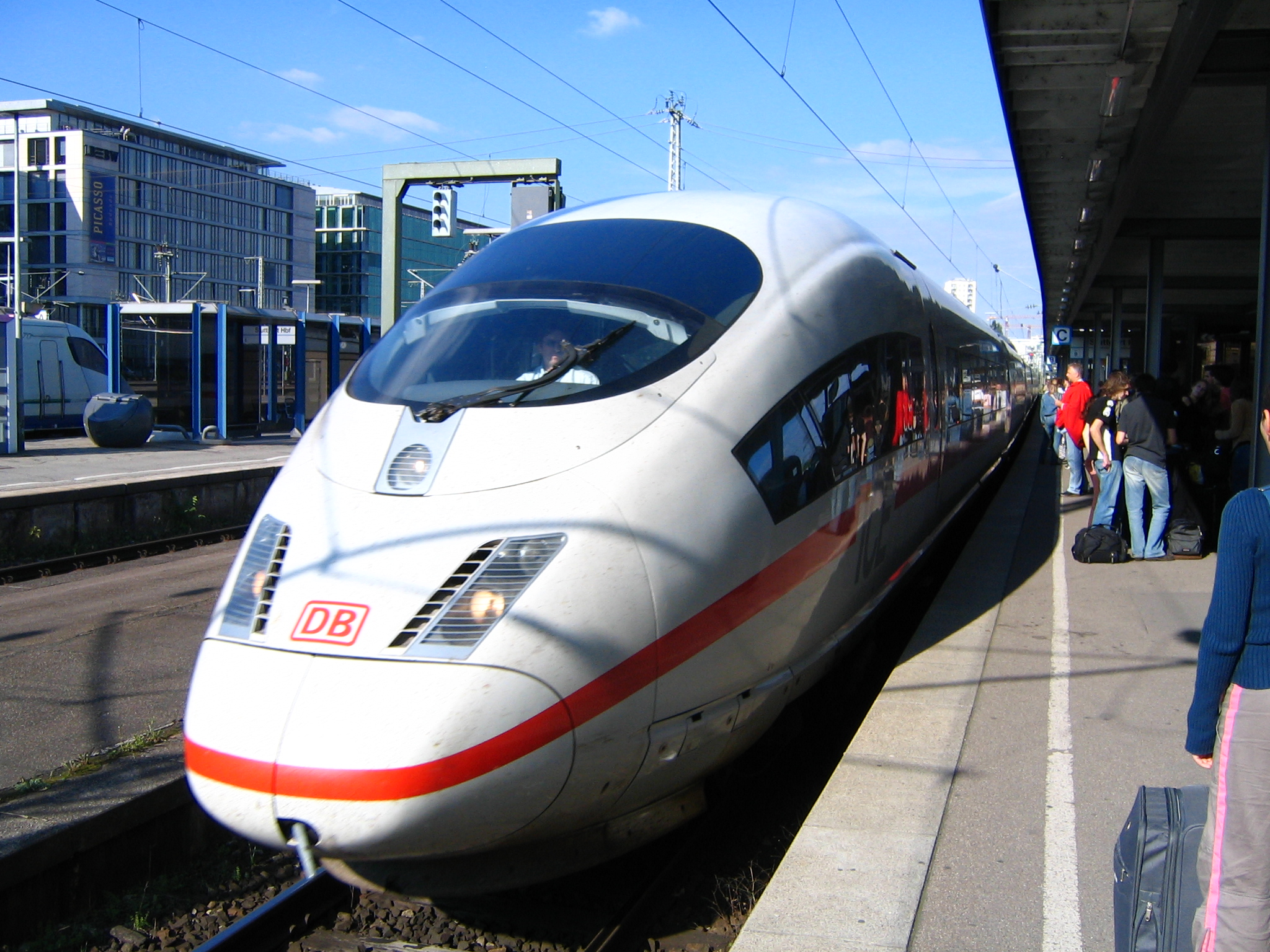
Tren eléctrico de Deutsche Bahn

- SEP ferroviario propio. Este sistema es menos común ya que normalmente existen redes eléctricas distribuidas por todo el país, como por ejemplo, en España. Antiguamente, sí tenía sentido, debido a la escasez de redes y potencia localizada. Ejemplo de ello en España fue la central eléctrica de Santa Fe (Almería). Esta central alimentaba en exclusiva el primer tramo ferroviario electrificado de España, entre las estaciones almerienses de Sante Fe-Alhama y Gérgal.[4]

En la actualidad, podemos encontrar otros casos, como en Alemania, donde la empresa ferroviaria Deutsche Bahn (la que tiene mayor cuota de mercado en el país) tiene su propia empresa suministradora con instalaciones de generación y transporte propias, DB Netze Energie.
Otro ejemplo de generación propia se encuentra en India, donde debido a las dificultades para abastecer lugares remotos con centrales eléctricas se ha tomado como solución la instalación de placas fotovoltaicas en el techo de los trenes.
Actualmente existen países que fomentan el uso de energías renovables, como Bélgica y su proyecto del "Túnel del sol", que consiste en un falso túnel cubierto de placas fotovoltaicas, o la generación de energía eólica para abastecer toda la red ferroviaria en los Países Bajos, que actualmente se abastecen al 70%.
Debido a que este apartado es de generación propia, aunque no se produzca energía para consumirla en la red ferroviaria, sí existen instalaciones pertenecientes a la red ferroviaria que producen energía, aprovechando los sistemas regenerativos de los trenes. Ejemplo de ello en España son las ferrolineras y las metrolineras.

### Líneas de transporte
Las líneas de transporte se encargan de transportar y distribuir la potencia producida en las centrales eléctricas a las subestaciones de tracción ferroviaria. De forma generalizada, transportan grandes potencias en corriente alterna. Además, para evitar pérdidas por efecto Joule, se aumenta las tensiones mediante transformadores después de su generación y antes de su transporte.
Las líneas eléctricas de transporte pueden clasificarse del siguiente modo:
- Primera categoría: Tensión nominal superior a 66 kV.
- Segunda categoría: tensión nominal comprendida entre 30 y 66 kV.
- Tercera categoría: tensión nominal inferior a 30 kV, e igual o superior a 1 kV.

En el caso de España, el sistema de corriente continua de 3.000 V de las líneas convencionales de RENFE se alimenta con líneas de 20/66 kV (también es posible a 132 kV) y las líneas de alta velocidad se alimentan con líneas de 132 kV.

## Subestación de tracción
Una subestación de tracción es la instalación encargada de realizar la conexión de los tramos de electrificación ferroviario a la red trifásica de transporte. Para ello, transforman tensiones desde niveles de la red, generalmente a 66 kV, a los de la catenaria.
Las subestaciones de tracción se clasifican en función del tipo de electrificación de la vía:
- Subestaciones de tracción en corriente alterna.
- Subestaciones de tracción en corriente continua.

La principal diferencia entre las subestaciones de continua y de alterna está en que estas últimas disponen de elementos rectificadores de la tensión, para poder alimentar en corriente continua a la vía.

## Circuito ferroviario

### Feeder
El feeder de acompañamiento es un cable eléctrico que acompaña a la vía y alimenta los tramos de catenarias, los cuales están aislados entre sí para, en caso de mantenimiento, poder aislar una zona de la vía sin afectar a la vía entera.
Los feeder son los cables o conductores que conectan la subestación con la catenaria. Deben tener característica mecánicas (esfuerzos), eléctricas (resistividad, conductividad).
Los materiales más usados son: Cu, Cu-Ag, Cu-Mg y suelen utilizar diferentes secciones 107 – 150 – 250 mm². Existen tres tipos de feeder para las instalaciones ferroviaria.

#### Feeder Positivo
El feeder positivo es el conductor principal que suministra potencia eléctrica al tren. Está situado en la parte inferior de la catenaria y hará contacto con el pantógrafo situado en el tren. También es conocido como LAC (línea aérea de contacto). La función principal es conducir la energía eléctrica por el conductor para alimentar al tren mediante el pantógrafo. Este feeder se encuentran en instalaciones ferroviarias con alimentación en corriente continua y corriente alterna.

#### Feeder de acompañamiento
Es un conductor secundario que está instalado paralelamente al feeder positivo. Normalmente se encuentra situado en la parte superior de la estructura que soporta la catenaria y está conectado al feeder positivo cada cierta distancia. La función principal es alimentar al conductor principal para alimentar picos de demanda así como garantizar y dar estabilidad al suministro eléctrico de la instalación ferroviaria. Este feeder también se puede encontrar en instalaciones ferroviarias con alimentación en corriente continua y corriente alterna.

#### Feeder Negativo
Es el conductor que se encarga de recoger la corriente de retorno de la instalación hacia la subestación. El principal objetivo es disminuir las pérdidas de la energía de retorno. Esto se debe a que la sección del feeder negativo es menor que si retorna la energía por el carril y tierra. Resaltar que este feeder solo se encuentra en instalaciones de corriente alterna donde las potencias suministradas son mayores y por tanto se ven más afectadas las pérdidas de retorno.

### Línea aérea

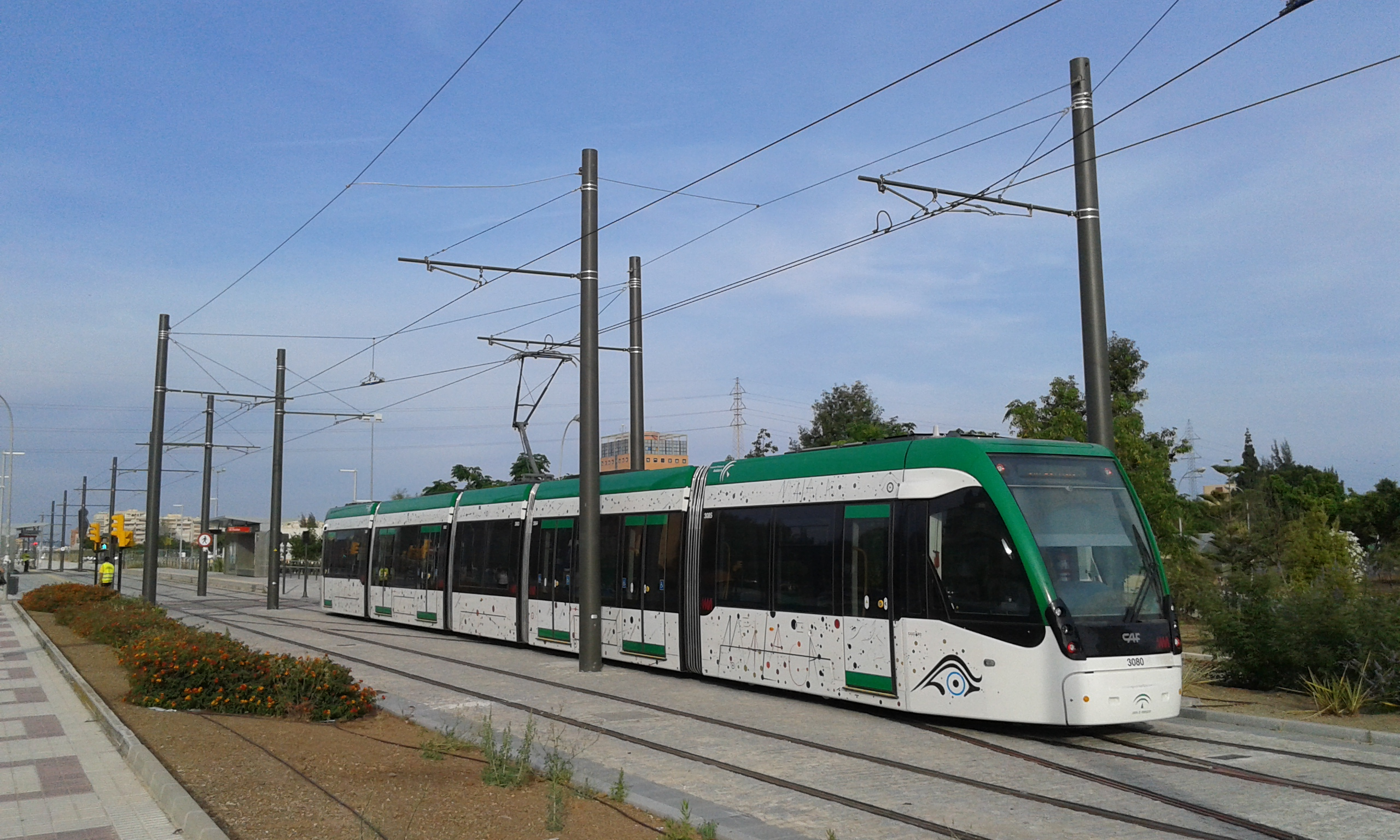
Metro Málaga, detalle de catenaria libre sin péndolas.

#### Catenariaflexible
Para asegurar buena captación de electricidad a velocidades elevadas, las catenarias flexibles se construyen de manera que la geometría del hilo de contacto quede dentro de ciertos límites, es decir, que se mantenga recta, paralela a la vía y en tensión. Para lograr esto se cuelga un cable “sustentador” de los postes de la vía. Dicho cable describe una catenaria, es decir, un coseno hiperbólico. Se requiere que el hilo de contacto sea recto, por lo tanto, se cuelgan del sustentador “péndolas” que sujetan el hilo de contacto en una posición horizontal.
La catenaria se apoya sobre aisladores de suspensión, que aíslan eléctricamente la catenaria de la ménsula.
El conjunto de atirantado sirve para fijar la dirección del hilo de contacto con el fin de describir un "zigzag" para mejorar el desgaste del frotador de los pantógrafos. Así el hilo de contacto no fricciona en un único punto del frotador. Dicho conjunto de atirantado también lleva un aislador eléctrico. 
El poste se conecta a tierra mediante el cable de tierra que también acompaña a la vía.
Se debe mantener la tensión mecánica de la catenaria ya que el paso del pantógrafo produce oscilaciones mecánicas en el hilo de contacto. Estas oscilaciones deben propagarse a más velocidad que la velocidad de circulación del tren para evitar la aparición de ondas estacionarias que pueden dañar los cables y ocasionar el despegue del pantógrafo. Al tensionar el cable las ondas se propagan a mayor velocidad.
- Para velocidades medias/altas: Se tensiona mediante sistemas de peso u ocasionalmente sistemas hidráulicos.
- Para velocidades bajas y túneles (donde la temperatura es constante): se utilizan terminaciones fijas a 10 kN de tensión mecánica.

En algunas ocasiones (como en el metro de Málaga) se puede prescindir del sustentador y de las péndolas y dejar que el hilo de contacto describa una catenaria. Este sistema presenta algunas limitaciones como la limitación de la velocidad del ferrocarril y la necesidad de una distancia entre postes menor que en otros casos.

#### Catenaria rígida

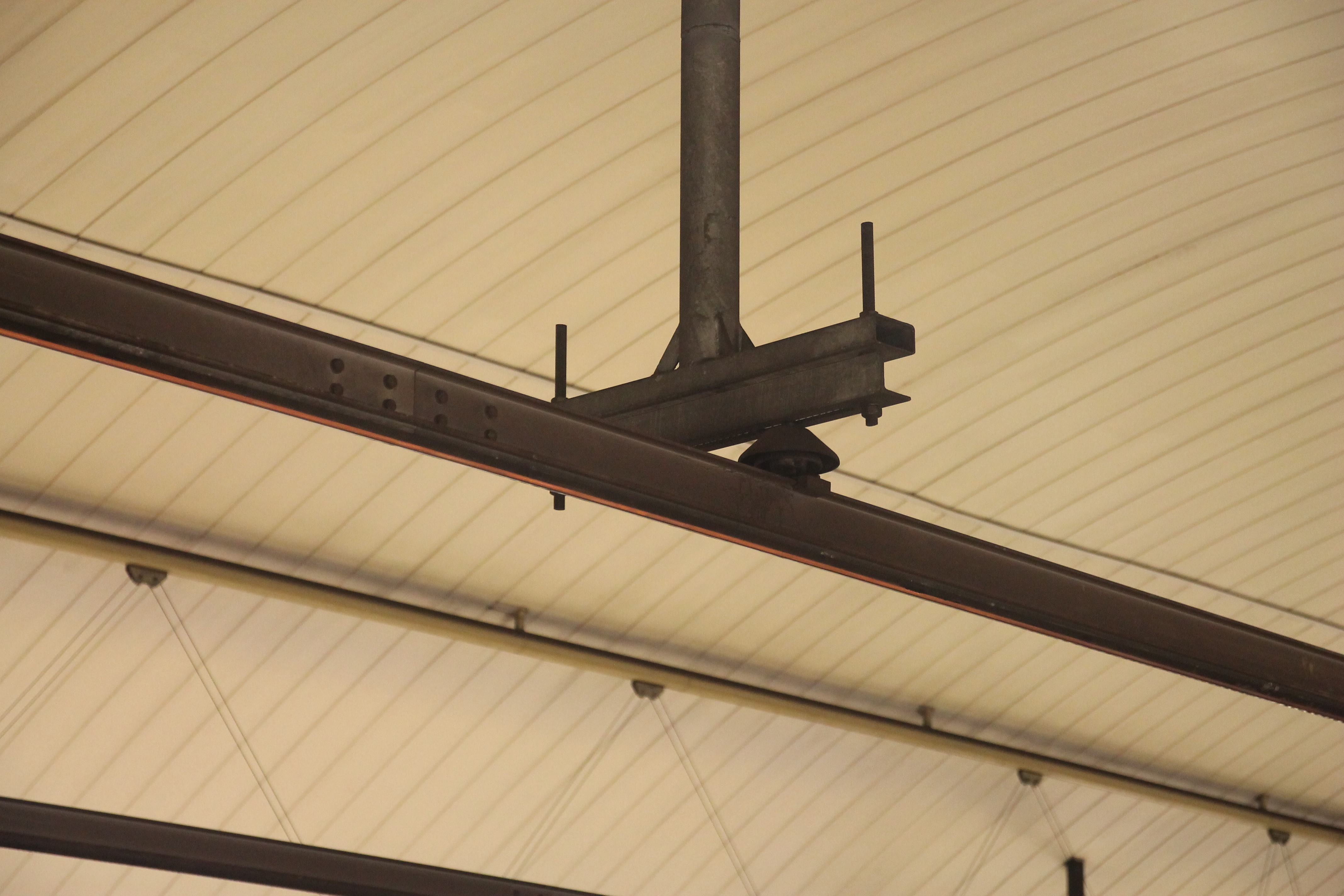
Ejemplo de catenaria rígida, estación de Nuevos Ministerios, Madrid

Este sistema surgió como solución a los problemas del tercer carril, es decir, el peligro de que un peatón pise el carril y se electrocute. En 2009 por ejemplo fallecieron 49 personas en el Reino Unido electrocutados por el tercer carril. Lo que se hizo en principio fue simplemente trasladar el tercer carril al techo. Posteriormente, se desarrollaron carriles de menor peso y de mayores prestaciones para la captación de energía eléctrica. 
En este caso, el elemento conductor no es un hilo de contacto, sino un carril rígido. Para mantener la rigidez del carril la distancia entre los apoyos no debe ser muy grande para evitar que se deforme al ser su masa por unidad de longitud mucho mayor que la del hilo conductor. Los vanos suelen ser de 10 a 12 m (50 a 60 m para catenarias convencionales). Dada esta limitación su uso se restringe a lugares con poco espacio como túneles o sitios donde se requiere una configuración especial (por ejemplo un sistema retráctil o plegable mediante pivote, siendo los metropolitanos de Barcelona y Madrid los que más han apostado por él). 
Son compatibles con los sistemas de catenarias flexibles; es decir, el mismo tren con el mismo pantógrafo puede circular por la catenaria flexible y rígida sin equipar distintos dispositivos de captación de corriente. 
El carril empleado actualmente consiste en un perfil extruido de aluminio, que lleva encastrado en su parte inferior un hilo de contacto de cobre. La transmisión de energía eléctrica se realiza tanto a través del aluminio como del cobre, aunque solo el hilo de cobre debe entrar en contacto con el pantógrafo. El carril se forma por la unión de barras mediante bridas con unas características físicas similares a los perfiles y manteniendo las propiedades eléctricas. Cada tramo continuo de barras unidas rígidamente se denomina cantón y su longitud no suele exceder de 500 metros. La continuidad entre un cantón y el siguiente se logra mediante solape de sus barras extremas, para que el conjunto pueda dilatar libremente.
Debido al mayor peso de este sistema frente a las catenarias que emplean cables, se necesitan un mayor número de apoyos para mantenerla paralela a la vía. La distancia entre apoyos (vano) suele ser de unos 10 a 12 metros, frente a los 50 a 60 metros que se da en catenarias flexibles.
Entre sus ventajas, cabe destacar:
- Elevada sección conductora. La sección transversal del perfil de aluminio hace de conductor y provoca que no sea necesario utilizar líneas auxiliares de alimentación.
- Un montaje sencillo.
- Un mantenimiento mínimo.
- Es ideal para gálibo reducidos.

### Tercer carril

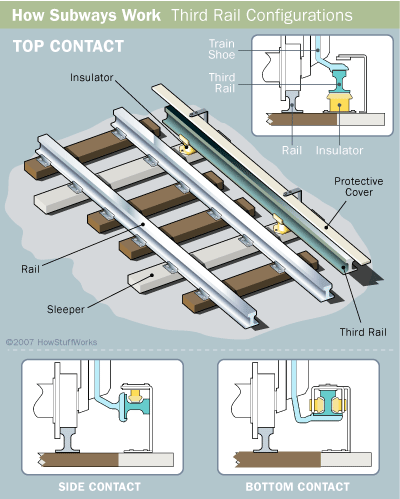

Este sistema de alimentación para ferrocarriles surge por la necesidad de electrificar los vehículos que circulan por entornos metropolitanos, especialmente en aquellos tramos donde existen limitaciones impuestas por el gálibo de las líneas.
Como solución se consideró colocar los carriles de alimentación a los lados de las vías de rodadura a una altura suficiente para aislar del terreno de la instalación y evitar derivaciones, así como para permitir los desvíos y cruzamientos de los ferrocarriles.
En el caso de que la instalación transcurra por zonas accesibles, esta debe estar correctamente señalizada y con cierre a todo lo largo de la línea, ya que implica graves problema de seguridad.

#### Alternativas al carril conductor terrestre tradicional.
Sistema de alimentación para vehículos ferroviarios, especialmente aquellos que circulan por zonas históricas, donde la implantación de línea aérea implica un impacto visual indeseable. 
El sistema se basa en la instalación de un tercer rail situado entre las vías de circulación, el cual alimentaria al vehículo mediante un patín eléctrico. 
A diferencia de los sistemas tradicionales de alimentación por tercer carril, únicamente dispondrían de tensión los tramos de vía situados bajo el vehículo. Esta ventaja es fundamental para la implantación en núcleos urbanos donde el tercer rail convencional presenta claros problemas de seguridad.
Como desventajas frente a los sistemas tradicionales, los sistemas APS requieren mayores gastos tanto en el mantenimiento como en la explotación. Además presentan tasas de disponibilidad relativamente bajas al ser una tecnología que está en fase de desarrollo.
Actualmente este sistema se utiliza de manera comercial en el tranvía de Burdeos. (Desarrollado por Innorail, filial de Alstom).

### Cuarto carril
Es un carril situado entre las vías de rodadura y que, al contrario que la función de alimentación que cumple el tercer carril, el cuarto carril tiene por objetivo conducir la corriente de vuelta. Mientras el carril de alimentación está alimentado a +420 V DC, el cuarto carril se alimenta a –210 V DC, que haría un voltaje total de 630 V DC. De esta forma evitamos el paso de la corriente por las vías de rodadura alargando su vida útil y evitando problemas de corrosión. Este sistema está presente en metro de Londres, metro de Milán y Metro de París entre otros.

### Barras guía
Este sistema consta de dos perfiles de acero colocados a ambos lados de la vía férrea, los cuales tienen la función de proporcionar energía eléctrica al tren, que es captada por éste a través de unos dispositivos que se deslizan sobre ellos, llamados 'escobillas'. El tren cuenta también con cuatro ruedas de caucho que se apoyan lateralmente sobre estas barras, ayudando así a disminuir los movimientos de "vaivén" del vagón, a mantenerlo sobre el centro de la vía y a guiarlo durante su recorrido. Este tipo de alimentación ferroviaria es el más comúnmente empleado en el Metro de la Ciudad de México.

### Suspensión tranviaria
En este sistema, la línea de contacto es un hilo conductor (Cu) tendido paralelamente al plano de la vía, y soportado por ménsulas soporte mediante unos cables laterales de suspensión llamados tirantillas. Su uso queda restringido a tranvías y trolebuses y vías de servicio en estaciones debido a que:
- Su propio peso provoca una flecha que a velocidades superiores a 80 km/h el pantógrafo tiene problemas para seguir el perfil.
- Los amarres del hilo constituyen puntos duros.
- Necesitan un feeder debido a la baja tensión a la que funciona.

En el caso de los tranvías la corriente se capta mediante un pantógrafo y en el caso de los trolebuses y de ciertos tranvías antiguos el sistema de captación suele ser mediante trole (vara que tiene en el extremo una rueda metálica que rueda por debajo del cable de donde toma la corriente).

### Otros sistemas de captación
Estos sistemas que se han analizado presentan un problema principal, el contacto mecánicoeléctrico de dos partes con movimiento relativo importante y que deben estar fuertemente unidos en su desplazamiento. Esto exige importantes costes de mantenimiento: inspecciones de pantógrafos, catenarias y terceros carriles, sustitución de elementos etc., que las administraciones ferroviarias pretenden optimizar. 
A este problema, sobre todo cuando se trata de tranvías o metropolitanos, cabría añadir un impacto visual negativo cuando discurren por cascos históricos o parques. Por ello, los fabricantes estudian sistemas de captación con menores costes de mantenimiento, y que eliminen el problema del impacto visual, como son los que se fundamentan en la captación desde el suelo:
- Sistema “Aliss”: se basa en la alimentación por segmentos de 5 metros a través de sistemas electrónicos basados en IGBT que se accionan mediante un sistema de detección de proximidad por inducción.
- Sistema de tecnología inductiva “Primove”:permite la operación completa de tranvías sin catenaria, y basado en el principio de transferencia de energía inductiva.
- Sistema “Stream”: se basa en la toma de corriente mediante un patín inferior de una banda de alimentación conductora, pero con aislamiento por tramos cortos, y que va alimentándose sólo en la zona donde va a hacer contacto la toma de corriente mediante la elevación por magnetismo de una banda de alimentación flexible.

### Tensión de alimentación
El ferrocarril se alimentaba en corriente continua con tensión entre 600 y 1.500 V debido a la facilidad que daba el uso de los motores de corriente continua. Pero con el aumento de las velocidades, fue necesario pasar a corriente alterna, aumentando así las tensiones, menores caídas de tensión, reduciendo las pérdidas y usando catenarias más ligeras.
| Áreas de aplicación      | Tensión nominal de alimentación (V) | Ejemplo                                       |
| ------------------------ | ----------------------------------- | --------------------------------------------- |
| Metros y tranvías        | 600–750 (CC)                        | Línea Urquiza, Metro de Glasgow, Metro México |
| Suburbanos y metros      | 1.200–1.500 (CC)                    | Metro de Barcelona, Tren de la Costa          |
| Líneas convencionales    | 3.000 (CC)                          | SNCB/NMBS, RFI                                |
| Líneas de alta velocidad | 25.000 (CA, a 50 Hz o 60 Hz)        | LAV, TIMT                                     |

Por otra parte la tensión de alimentación está normalizada bajo IEC 60850 (Railway applications – Supply voltages of traction systems) con los siguientes valores
| Sistema de electrificación | Tensión            | Tensión         | Tensión | Tensión         | Tensión            |
| Sistema de electrificación | Min. no permanente | Min. permanente | Nominal | Max. permanente | Max. no permanente |
| -------------------------- | ------------------ | --------------- | ------- | --------------- | ------------------ |
| 600 V CC                   | 400 V              | 400 V           | 600 V   | 720 V           | 800 V              |
| 750 V CC                   | 500 V              | 500 V           | 750 V   | 900 V           | 1000 V             |
| 1500 V CC                  | 1000 V             | 1000 V          | 1500 V  | 1800 V          | 1950 V             |
| 3 kV CC                    | 2 kV               | 2 kV            | 3 kV    | 3.6 kV          | 3.9 kV             |
| 15 kV CA a 16.7 Hz         | 11 kV              | 12 kV           | 15 kV   | 17.25 kV        | 18 kV              |
| 25 kV CA a 50 Hz o 60 Hz   | 17.5 kV            | 19 kV           | 25 kV   | 27.5 kV         | 29 kV              |

#### Corriente continua
A partir de la corriente procedente de las líneas de distribución en alterna, se utilizan las subestaciones de tracción en corriente continua para transformar la corriente y alimentar a las redes ferroviarias de continua. Principalmente alimentan redes convencionales de cercanías, metros y tranvías ya que para alta velocidad se usa electrificación en alterna. Para ello, usan básicamente un transformador de potencia y un puente rectificador basado en diodos de potencia.
Los valores de tensión empleados, son significativamente menores a los usados en líneas de alterna. Por ello, se han de realizar importantes conversiones y adaptaciones antes de que la energía pueda ser captada por el material rodante. Básicamente, la corriente eléctrica ha de ser transformada a la tensión de servicio y ser posteriormente rectificada para convertirla en continua.

#### Corriente alterna
El tipo de corriente que alimenta las líneas de alta velocidad en España es la corriente alterna monofásica. Este tipo de corriente está muy extendida debido a la posibilidad que ofrece de transportar grandes tensiones, luego grandes velocidades.
La corriente se obtiene de subestaciones de tracción eléctrica transformadoras que tienen como entrada una red de corriente alterna trifásica. La salida del transformador tiene un campo de tensión entre los 15.000 y 25.000 V nominales. En España se usan dos sistemas de electrificación: 3 kV cc y 25 kV ca a una frecuencia de 50 Hz.

### Pantógrafo

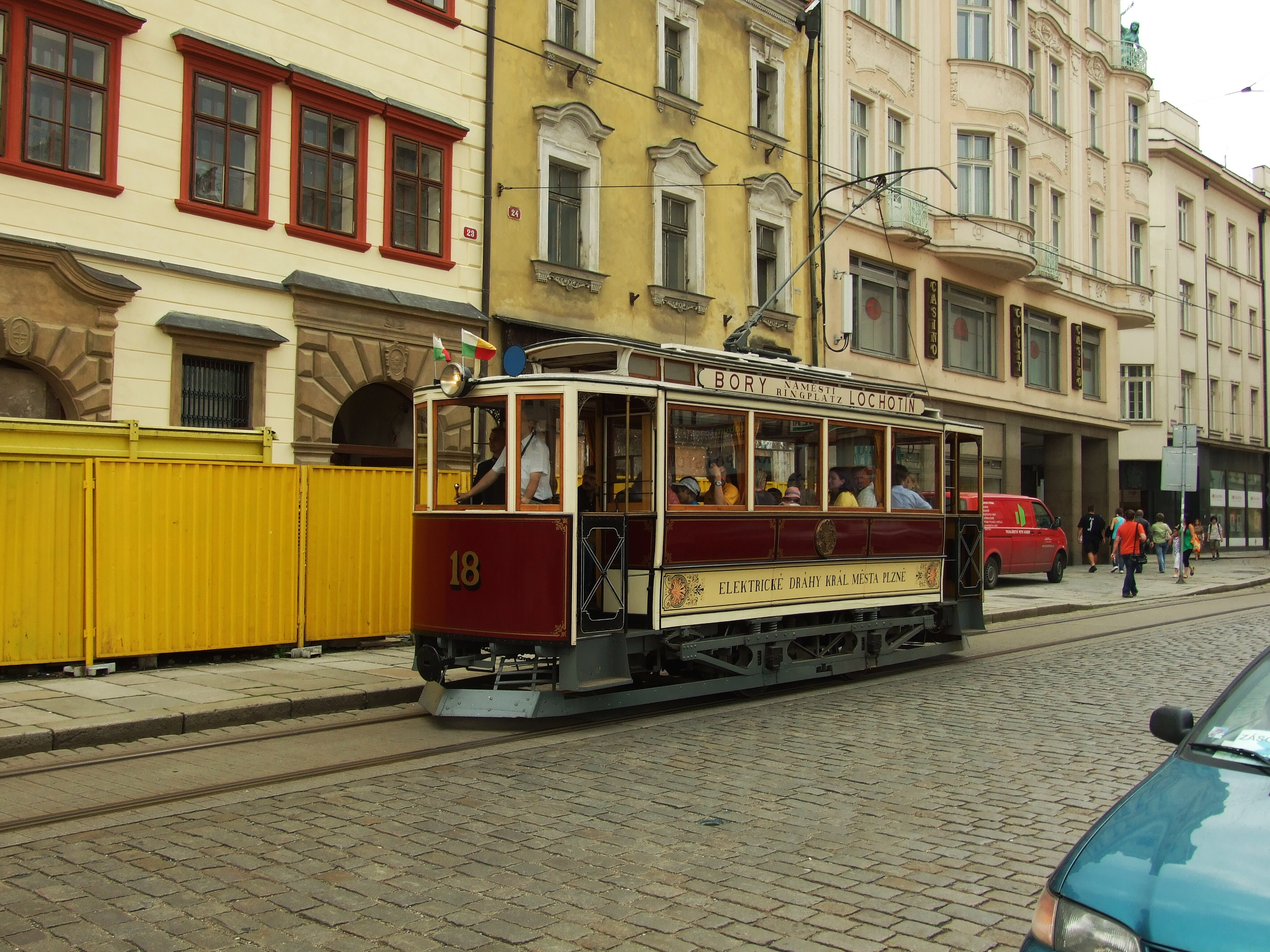
Ejemplo del pantógrafo de forma Brazo Trole, Plzeň

El pantógrafo es un dispositivo que se encuentra en el techo de un tren. Su principal función es realizar el contacto eléctrico con la catenaria. Es importante que el pantógrafo pueda seguir los desniveles de la catenaria sin perder el contacto con esta por lo que, sobre todo en altas velocidades, el sistema tiene que cumplir requisitos exigentes. Por lo tanto, la velocidad máxima con que un tren puede circular sin problemas con el contacto eléctrico es 400 km/h de la perspectiva actual.
Existen diferentes hechuras del pantógrafo. Por ejemplo, el Brazo de Trole o de Forma Lira, estas son utilizadas comúnmente en trenes de baja velocidad como el tren urbano o el metro. No obstante, estos sistemas son anticuados y se encuentra en la mayoría de los casos en trenes antiguos.
Hoy en día se utiliza sobre todo sistemas suspendidos como el pantógrafo en forma Brazo Articulado. Este pantógrafo es asimetrico y se puede utilizar con la rótula en dirección de la marcha o contra la dirección de marcha. Para una toma de corriente óptima una fuerza de presión sobre el cable debe ser de 50 a 120 N y es importante que la fuerza no dependa de la altitud en que se encuentra el pantógrafo. También se tiene que tener en cuenta que la velocidad del aire influye en la presión sobre todo a alta velocidad. En estos casos la fuerza se reguula por aire comprimido para obtener un valor constante.

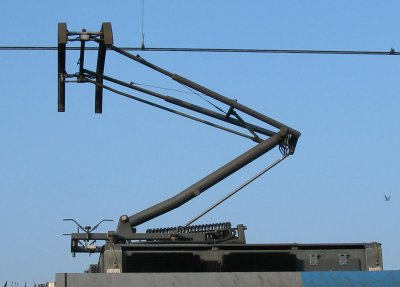
Pantógrafo de Forma Brazo Articulado

Para el material del pantógrafo hay varias posibilidades y el uso depende de las exigencias al sistema. Los materiales más utilizados son:
- Carbón: Es el material más utilizado, su ventaja principal es, que debido al efecto lubricativo que tiene existen menos desgastes del hilo de la catenaria como consecuencia. Otra de sus ventajas es que no existen interferencias de radiofrecuencia. Por otro lado el problema del uso de carbón es su gran resistencia de contacto.
- Aluminio: Es un material muy ligero y por eso apropiado sobre todo para alta velocidad. En contrario aluminio fomenta el desgaste ondulatorio.
- Cobre: Sirve para corrientes altas y tiene un buen comportamiento en el caso de una catenaria congelada.

Para reducir el desgaste se debe utilizar siempre el mismo material para una catenaria cuando sea posible. Sin embargo la operacíon con materiales distintos, por ejemplo Carbón y Aluminio, tiene un gran desgaste como consecuencia.

### Seccionadores
Los seccionadores son mecanismos para la apertura y cierre de circuitos o instalaciones eléctricas.Son elementos de seguridad y control. Su principal función es cortar o aislar el paso de la corriente eléctrica, ya sea para proteger la instalación o para realizar operaciones de mantenimiento.Pueden ser monofásico o trifásico.

No es un dispositivo de protección de sobretensiones o sobreintensidades, pero si es un elemento muy útil para labores de mantenimiento así como para los trabajadores, debido a que se puede detectar de manera visual si el seccionador está abierto o cerrado. 
Existen tres tipos de seccionadores.
1. Seccionador de cuchillas giratorias. Se emplean normalmente para media tensión, necesitan de espacio para su instalación, su uso es prácticamente para instalaciones interiores por lo que no se utilizan en instalaciones ferroviarias.
2. Seccionador de cuchillas deslizantes. Requieren menor espacio, existen gran variedad de tensiones entre 13,2 – 33 kV y pueden soportar corrientes entre 400 – 630 amperios.
3. Seccionador de columna giratoria. Están preparados para instalaciones en intemperie, contemplan un gran rango de tensiones entre 33 – 220 kV así como una gran de variedad de intensidades comprendidas entre 630 y 2000 amperios. Este tipo de seccionadores son las más usados en instalaciones ferroviarias debido a su gran abanico y por resistir a la intemperie. Los seccionadores están compuestos por los diferentes elementos. Estructura o soporte (acero galvanizado), aislador normalmente cerámico, contacto o parte fija y contacto o parte móvil.

## Tracción ferroviaria
Los principales elementos de la tracción ferroviaria son:
- Máquina eléctrica (corriente continua / corriente alterna)
- Elementos de electrónica de potencia
  - Inversor
- Sistema de control (corriente continua / corriente alterna)
- Freno regenerativo

El freno regenerativo es un dispositivo que posibilita la recuperación de energía cinética en energía eléctrica durante el frenado. La energía generada puede ser utilizada para el suministro de los propios servicios auxiliares de un tren, para la devolución de la energía a la red eléctrica, que puede ser aprovechada para el arranque o aceleración de otros trenes. También se puede utilizar para almacenar o acumular la energía en acumuladores embarcados en los propios trenes o acumuladores situados en tierra.
Inicialmente se utilizaban motor-generador de corriente continua, pero debido al avance de la electrónica de potencia hoy en día se instalan motor-generador de corriente alterna en los trenes.
Una de las grandes ventajas es que no se produce rozamiento lo cual implica que no haya desgastes. Otra gran ventaja es que cuanto mayor sea la velocidad mayor es la potencia de frenado.>
El gran problema de este tipo de frenos es que a velocidades inferiores a 5 km/h este sistema de frenado es ineficaz por lo que no se puede utilizar para detener el tren por completo y se tiene que hacer uso del freno neumático.